# Ademola Lookman
Ademola Lookman (Wandsworth, 1997. október 20. –) angol születésű nigériai válogatott labdarúgó, aki szerepelt szülőhazájának utánpótlás válogatottjaiban. Az Atalanta játékosa, posztját tekintve csatár, de szélsőként is bevethető.

## Pályafutása

### Korai évek
Lookman Wandsworthban, London egyik kerületében született.
2008 és 2014 között a Waterloo FC akadémiáján nevelkedett.

### Charlton Athletic
2014-ben került a Charlton Athletic akadémiájára. Miután az U18-as és az U21-s csapat gólrekordját is megdöntötte, 2015. november 3-án debütált egy vesztes mérkőzésen a felnőttek között. December 5-én megszerezte az első gólját egy Brighton & Hove Albion csapata ellen 3–2-re elvesztett bajnokin. December 15-én duplázott a Bolton Wanderers csapata ellen 2–2-es döntetlennel végződő mérkőzésen.

### Everton
2017. január 5-én az Everton szerződtette hét és fél millió fontért, négy és féléves opcióval. 2017. január 15-én debütált az új csapatában, a Manchester City elleni mérkőzésen lépett pályára Ross Barkley cseréjeként a 90. percben, majd 4 perccel később első gólját is megszerezte.

### RB Leipzig
2018. január 31-én a német RB Leipzig bejelentette, hogy a sérült Emil Forsberg pótlására kölcsönvette Lookmant a szezon végéig. Február 3-án mutatkozott be új klubjában és 1–0-ra győztek a Borussia Mönchengladbach otthonában a bajnokságban, a 78. percben váltotta Brumát, majd a 89. percben 12 méterről a jobb alsóba gurított.
A 2018-2019-es szezonra visszatért az angol klubhoz, 24 mérkőzésen egy gólt és két gólpasszt jegyzett. A német klub 2019 nyarán szerződtette Lookmant az Evertontól 22 és fél millió fontért cserébe.

### Fulham
2020. szeptember 30-án a Fulham csapatába került kölcsönbe a 2020-21-es szezonra.

### Leicester City
2021. augusztus 31-én egy szezonra kölcsönbe került az angol Leicester City csapatához.

### Atalanta
2022. augusztus 4-én négy évre és 15 millió euróért szerződtette az Atalanta csapata.

### Válogatott
Lookman Angliában született, de szülei nigériai származásúak, jogosult mindkét ország nemzeti csapatában való szerepléshez. 2016. május 16-án megkapta élete első behívóját az angol U19-es válogatottba Mexikó ellen.
Az U19-es válogatottban öt mérkőzésen lépett pályára. Ezután az U20-as válogatottban három mérkőzésen szerepelt és egy gólt szerzett eddig.
A 2016-os U19-es labdarúgó-Európa-bajnokságon három mérkőzésen kapott lehetőséget.
2018 elején visszautasította a Nigériai labdarúgó-szövetség megkeresését. Szeptemberben ismét elutasította, miután Gareth Southgate angol szövetségi kapitány meggyőzte, hogy szerepel a terveiben. 2020 januárjában már meggondolta magát, de továbbra is az angol színeket akarta képviselni. 2022. február 10-én a Nemzetközi Labdarúgó-szövetség jóváhagyta kérelmét, miszerint a jövőben a nigériai válogatottban kíván szerepelni. Március 25-én mutatkozott be Ghána elleni 2022-es labdarúgó-világbajnokság-selejtező mérkőzésén.

## Statisztikái
Legutóbb frissítve:2021. május 23-án lett
| Klub                    | Szezon         | Liga           | Liga       | Liga  | Nemzeti kupa | Nemzeti kupa | Ligakupa   | Ligakupa | Egyéb      | Egyéb | Összesen   | Összesen |
| Klub                    | Szezon         | Bajnokság      | Mérkőzések | Gólok | Mérkőzések   | Gólok        | Mérkőzések | Gólok    | Mérkőzések | Gólok | Mérkőzések | Gólok    |
| ----------------------- | -------------- | -------------- | ---------- | ----- | ------------ | ------------ | ---------- | -------- | ---------- | ----- | ---------- | -------- |
| Charlton Athletic       | 2015–16        | Championship   | 24         | 5     | 0            | 0            | 0          | 0        | —          | —     | 24         | 5        |
| Charlton Athletic       | 2016–17        | League One     | 21         | 5     | 3            | 2            | 1          | 0        | 0          | 0     | 25         | 7        |
| Charlton Athletic       | Összesen       | Összesen       | 45         | 10    | 3            | 2            | 1          | 0        | 0          | 0     | 49         | 12       |
| Everton                 | 2016–17        | Premier League | 8          | 1     | —            | —            | —          | —        | —          | —     | 8          | 1        |
| Everton                 | 2017–18        | Premier League | 7          | 0     | 1            | 0            | 2          | 0        | 6          | 2     | 16         | 2        |
| Everton                 | 2018–19        | Premier League | 21         | 0     | 2            | 1            | 1          | 0        | —          | —     | 24         | 1        |
| Everton                 | Összesen       | Összesen       | 36         | 1     | 3            | 1            | 3          | 0        | 6          | 2     | 48         | 4        |
| RB Leipzig (kölcsönben) | 2017–18        | Bundesliga     | 11         | 5     | —            | —            | —          | —        | —          | —     | 11         | 5        |
| RB Leipzig              | 2019–20        | Bundesliga     | 11         | 0     | 1            | 0            | —          | —        | 1          | 0     | 13         | 0        |
| RB Leipzig              | Összesen       | Összesen       | 22         | 5     | 1            | 0            | —          | —        | 1          | 0     | 24         | 5        |
| Fulham (kölcsönben)     | 2020–21        | Premier League | 34         | 4     | 0            | 0            | 1          | 0        | —          | —     | 35         | 4        |
| Teljes karrier          | Teljes karrier | Teljes karrier | 137        | 20    | 7            | 3            | 5          | 0        | 7          | 2     | 156        | 25       |

1. ↑  Pályára lépései az Európa-ligában
2. ↑  Pályára lépései a Bajnokok ligájában

## Sikerei
Anglia U20
- U20-as világbajnok: 2017

- Football League Legjobb LFE Újonc-díj (Championship) : 2015–2016[28]